# هانسروئدی فورر
هانسروئدی فورر (آلمانی: Hansruedi Führer; ۲۴ دسامبر ۱۹۳۷) بازیکن فوتبال اهل سوئیس بود.
از باشگاه‌هایی که در آن بازی کرده‌است می‌توان به باشگاه ورزشی یانگ بویز، باشگاه فوتبال سنت گالن، و باشگاه فوتبال گراس‌هاپر زوریخ اشاره کرد.
وی همچنین در تیم ملی فوتبال سوئیس بازی کرده‌است.